# Pago Veiano
Pago Veiano är en ort och kommun i provinsen Benevento i regionen Kampanien i Italien. Kommunen hade 2 410 invånare (2017).